# Stommelni Krisztina
Stommelni Krisztina vagy egyházi nevén Kölni Boldog Krisztina (Stommeln, 1242 – Stommeln, 1312. november 6.) római katolikus misztikus és stigmatikus.
1242-ben született Kölntől északnyugatra, Stumbeln (mai Stommeln) településén, jómódú parasztcsaládban. Már gyermekként vallási víziói voltak Krisztusról. Tizenkét éves korában szülei meg akarták szervezni a házasságát, de ekkor elszökött otthonról és belépett a kölni beginák közösségébe. 15 éves kora óta Krisztus sebei (stigmatizáció) jelentek meg rajta, különösen a nagyhéten.
Misztikus tapasztalatai és merev, elragadtatott állapotban történő látomásai miatt társai őrültnek tartották és megvetéssel bántak vele, ami miatt 1259-ben visszatért szülőfalujába, ahol a helyi plébánosnál vállalt háztartásvezetést.
1267-ben megismerkedett a dominikánus Daciai Péterrel, aki a kölni rendházban tanult, és aki lelki vezetője, barátja és egyben életrajzírója lett. Péter 1288-ban bekövetkezett halálát követően nincs pontos információ az életéről. Elhagyta a pap házát, és egy kis kolostorba költözött, ahol visszavonult, csendes életet élt haláláig, 70 éves koráig.
A leírások alapján látomásai voltak és démoni megjelenések kísértették fiatal kora óta. Daciai Péter említette a démonokkal vívott éjjeli borzalmas tapasztalatait, akik égési és más sérüléseket is okoztak neki.
Először a stommelni templomkertben temették el. Maradványait többször áthelyezték: először a templomba, majd 1342-ben Nideggenbe, végül 1569-ben a jülichi Propsteikirchébe (prépostsági templom).
Az első, halála utáni csoda állítólag 1338-ban történt: Dietrich gróf, aki a köszvény következtében szinte bénult volt, miután megérintette ereklyéit, meggyógyultan távozott.
A katolikus egyház 1908-ban boldoggá avatta.